# TCR Swiss Trophy
Der ASS TCR Swiss Trophy ist eine von Auto Sport Schweiz ausgetragene Motorsport-Rennserie und wird im Jahr 2018 zum ersten Mal veranstaltet. Es handelt sich um eine rein kommerzielle Trophy, die in der Saison 2018 mit anderen TCR-Meisterschaften in Europa zusammenarbeitet. 2020 wird die TCR Swiss Trophy im Rahmen der TCR Germany fahren.

## Geschichte
Die ASS TCR Swiss Trophy ging zur Saison 2018 an den Start und fuhr im Rahmen verschiedener TCR-Meisterschaften. In der Saison 2019 sollte sie im Rahmen der ADAC TCR Germany fahren, dies wurde wegen Teilnehmermangel abgesagt und auf die Saison 2020 verschoben. Der Saisonauftakt im Rahmen des TCR Germany vom 24. bis 26. April 2020 in Oschersleben wurde wegen der COVID-19-Pandemie auf den 23. bis 25. Oktober 2020 verschoben.

## Sportliches Reglement

### 2018
Teilnahmeberechtigt waren Fahrer und/oder Bewerber, die sich für die gesamte Saison in einer TCR-Meisterschaft eingeschrieben hatten und mindestens die FIA-Fahrerlizenzen der Stufen D und C besaßen. Zugelassen war nur Fahrzeuge, welche in voller Übereinstimmung mit den gültigen technischen Reglementen der TCR sind und gemäß der offiziellen TCR-Homologation genehmigt war. Provisorische Homologationen wurden nicht anerkannt.
Am Rennwochenende fanden die Rennen innerhalb einer Nationalen TCR-Meisterschaft statt und wurden in zwei Wertungsläufen à 30 Minuten ausgetragen. Im Jahr 2018 wurde jedes Rennen nach dem gültigen sportlichen Reglement der gastgebenden TCR-Meisterschaft durchgeführt. Alle Bewerber oder Fahrer müssten vor Ort die lokalen Bestimmungen wie Rennformat, Reifen und so weiter einhalten. Es bekamen nur Fahrer Punkte für die Trophy, die mindestens zwei Wettbewerbe der TCR Meisterschaften bestritten hatten und es kamen nur die vier besten Rennen in das Schlussklassement der ASS TCR Swiss Trophy.

### 2020
Teilnahmeberechtigt sind Fahrer und/oder Bewerber, die sich für die gesamte Saison in der TCR Germany Series eingeschrieben haben. Es werden keine Gastfahrer zugelassen. Provisorische Homologationen werden nicht anerkannt. Zugelassen sind nur Fahrzeuge, welche in voller Übereinstimmung mit den gültigen technischen Reglementen der TCR sind und gemäß der offiziellen TCR-Homologation genehmigt sind und es müssen die Reglementierung der TCR Germany Series entsprechen.
Am Rennwochenende finden alle Rennen im Rahmen der TCR Germany Series statt und werden in zwei Wertungsläufen à 30 Minuten ausgetragen. Jedes Rennen werden nach dem gültigen sportlichen Reglement der TCR Germany Series durchgeführt.

## Punktevergabe
Seit der Saison 2018 werden für die Plätze 1 bis 10 Punkte in folgender Reihenfolge vergeben:
| Position | 1. | 2. | 3. | 4. | 5. | 6. | 7. | 8. | 9. | 10. |
| -------- | -- | -- | -- | -- | -- | -- | -- | -- | -- | --- |
| Punkte   | 25 | 18 | 15 | 12 | 10 | 8  | 6  | 4  | 2  | 1   |

In der Saison 2020 gibt es zusätzlich für die Qualifikationswertung von den Plätzen 1 bis 5 Punkte in folgender Reihenfolge vergeben:
| Position | 1. | 2. | 3. | 4. | 5. |
| -------- | -- | -- | -- | -- | -- |
| Punkte   | 5  | 4  | 3  | 2  | 1  |

## Rennstrecken
In der Saison 2018 wird auf folgenden Rennstrecken gefahren: Imola (TCR Italy), Zandvoort (TCR BeNeLux), Red Bull Ring (TCR Germany), Assen (TCR BeNeLux) und Monza (TCR Europe). In der Saison 2020 finden alle Rennen im Rahmen der TCR Germany Series statt und es werden auf folgenden Rennstrecken gefahren: Oschersleben, Most, Red Bull Ring, Zandvoort, Nürburgring, Hockenheimring und Sachsenring.

## Gesamtsieger
| Jahr | Meister      | Zweiter      | Dritter          |
| ---- | ------------ | ------------ | ---------------- |
| 2018 | Attila Tassi | Mikel Azcona | Jean Karl Vernay |
| 2020 |              |              |                  |